# Strukturna biologija
Strukturna biologija je grana molekularne biologije, biohemije, i biofizike koja se bavi molekulskim strukturama bioloških makromolekula, posebno proteina i nukleinskih kiselina, kako oni poprimaju svoje konformacije, i kako promene njihovih struktura utiče na njihove funkcije. Ova tema ima veliki značaj za biologe zato što makromolekuli vrše najveći broj funkcija u ćelijama, i zato što do toga dolazi jedino ako su savijeni u specifične trodimenzionalne oblike. Njihova arhitektura, tercijarna struktura" molekula, zavisi na kompleksan način od osnovne kompozicije molekula, ili primarne strukture.
Biomolekuli su suviše mali da bilo moguće da se vide čak i najsavršenijim mikroskopima. Metodi koje strukturni biolozi koriste za određivanje struktura generalno obuhvataju istovremena merenja velikog broja identičnih molekula. Ti metodi su:
- Makromolekulska kristalografija,
- NMR,
- EPR,
- krioelektronska mikroskopija (krio-EM)
- Multiugaono rasipanje svetlosti,
- Rasejavanje malog ugla,
- Ultra brza laserska spektroskopija, i
- Dualna polarizaciona interferometrija i cirkularni dihroizam.

Makromolekuli se najčešće se studiraju u „prirodnom stanju“. Varijacije ovih metoda se takođe koriste za izučavanje denaturisanih molekula, kao i načina na koji on ponovo poprimaju prirodno stanje.

## Spoljašnje veze
- Strukturna & Molekulska Biologija
- Žurnal strukturne biologije